# Alodius de Toul
Alodius de Toul († après 550 (?)) est le onzième évêque de Toul.

## Biographie
L'évêque Alodius succéda à Dulcitius vers 540 (?). Il a assisté au Ve Concile d'Orléans en 549 assemblé par Childebert. Il y souscrivit en ces termes : « Moi, Alodius, au nom du Christ, évêque de l'Église de Toul, j'ai souscrit » C'est là le seul acte de la vie d'Alodius dont la connaissance soit venue jusqu'à nous. Sous son épiscopat fut aussi tenu un Concile à Toul (550) à cause de certains seigneurs qui molestèrent Nicetius, l'Archevêque de Trèves, parce qu'il voulait faire observer d'une manière trop rigide les canons contre les mariages incestueux.
Nous ne connaissons pas la date de sa mort.
Son successeur a été l'évêque Prémon.